# Първо Нова Зеландия
Първо Нова Зеландия (на английски: New Zealand First) е дясна националистическа политическа партия в Нова Зеландия.
Основана е през 1993 година от Уинстън Питърс, бивш министър от консервативната Новозеландска национална партия. През 1996-1998 и 2005-2008 година партията участва в доминираните от Националната партия правителства, но постепенно губи избирателна подкрепа и през 2008 година не успява да влезе в Парламента.
На изборите през 2011 година Първо Нова Зеландия получава 6,8% от гласовете и се връща в Парламента.